# 里昂-默東星系資料庫

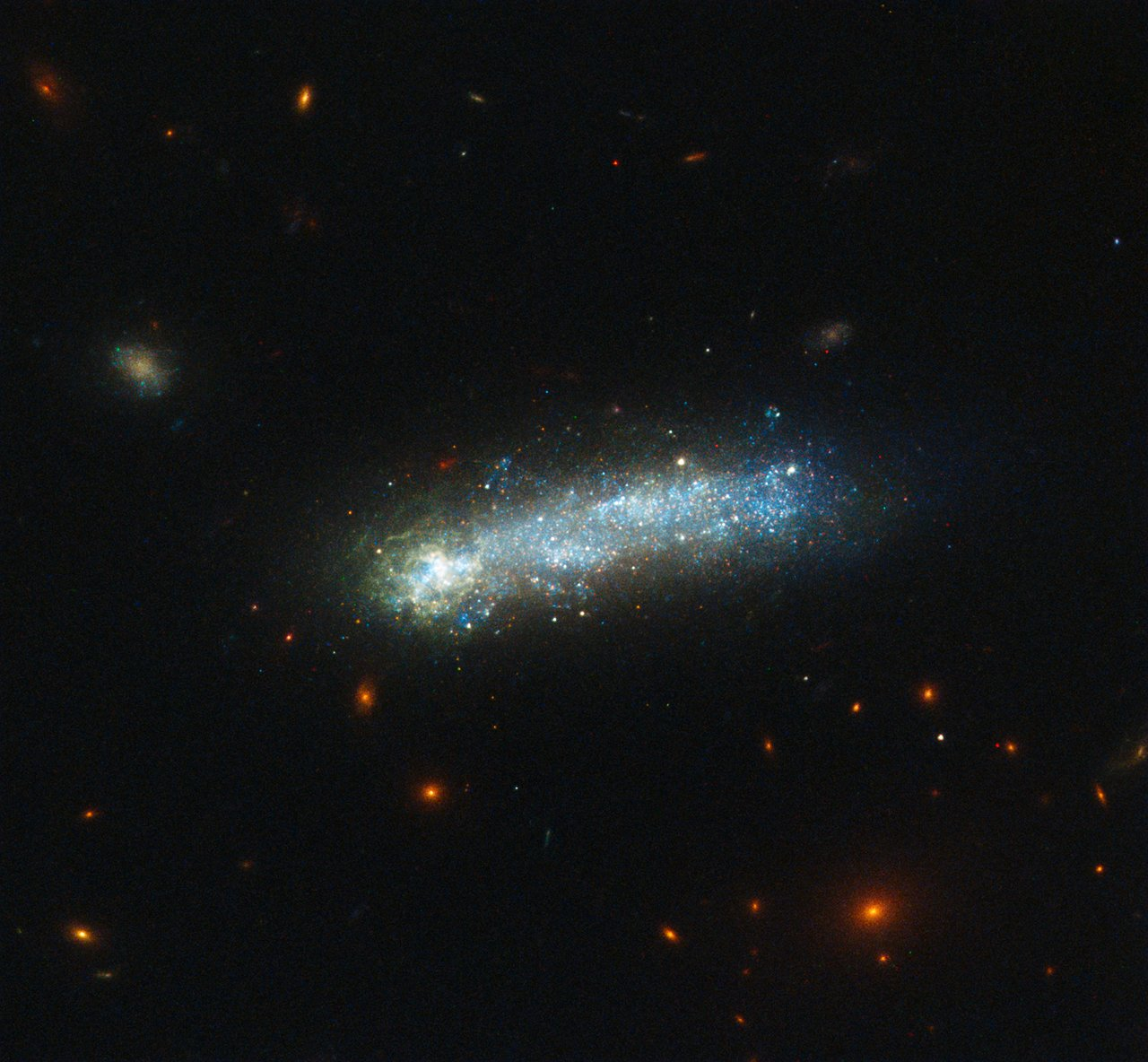
LEDA 36252可以在超LEDA資料庫中找到。

T里昂-默東星系資料庫（英語：Lyon-Meudon Extragalactic Database，縮寫為LEDA）是里昂天文台在1983年創建的星系資料庫。每個星系都有一個分配給它的編號，現在稱為PGC編號。1989 年出版的主要星系目錄（英語：Principal Galaxies Catalogue，PGC）就是 基於里昂-默東星系資料庫，並包含它的交叉識別編輯的。LEDA最終在2000年與Hypercat合併成為超LEDA，也稱為PGC2003。LEDA最初包含大約100,000個星系的60多個參數的資訊，現在包含超過300萬個天體的資訊，其中約150萬個是星系。該資料庫允許世界各地的天文學家訪問其資訊。

## 外部連結
- HYPERLEDA HyperLeda: A database for physics of galaxies
- LEDA data base LEDA Database Reference Page